# Principauté souveraine des Pays-Bas unis
20 novembre 1813 – 16 mars 1815
(1 an, 3 mois et 24 jours)
Entités précédentes :
- Départements des Pays-Bas ( Empire français)

Entités suivantes :
- Royaume uni des Pays-Bas

La principauté souveraine des Pays-Bas unis (en néerlandais : Soeverein vorstendom der Verenigde Nederlanden) était l'État successeur du royaume de Hollande, après une brève interruption de trois ans durant laquelle les Pays-Bas ont été annexés par l'Empire français. Cet État fut le prédécesseur du royaume uni des Pays-Bas, dans lequel les Pays-Bas méridionaux ont été rattachés au territoire néerlandais en 1815. La principauté a été proclamée en 1813, lorsque les vainqueurs des guerres napoléoniennes mirent en place une réorganisation politique de l'Europe, qui sera finalement définie par le congrès de Vienne.

## Histoire
Le 21 novembre 1813, Gijsbert Karel van Hogendorp, Frans Adam van der Duyn van Maasdam (nl) et Leopold van Limburg Stirum forment un gouvernement provisoire au nom du prince héritier, Guillaume-Frédéric d'Orange-Nassau.
Le 16 mars 1815, le prince souverain prend le titre de roi des Pays-Bas.